# 8-苯基茶碱
8-苯基茶碱（缩写8-PT，或称为8-苯基-1,3-二甲基黄嘌呤，8-phenyl-1,3-dimethylxanthine），分子式C13H12N4O2，是一种黄嘌呤衍生物，可作为腺苷受體A1和A2A的选择性拮抗剂，但不具备磷酸二酯酶抑制药活性。